# 斯特凡·萨维奇
斯特凡·萨维奇（發音：[stêfaːn sâʋitɕ]；1991年1月8日—）是一名黑山足球运动员，現效力土超球會特拉布宗，也是黑山國家足球隊的成員。他在场上的主要位置是中后卫，間中也會客串右後衛角色。
他在游擊隊嬴得雙冠王以後以600萬歐元加盟曼城，並在他在英超的唯一賽季嬴得聯賽冠軍。在2012年，他轉投費倫提那，在加盟馬德里競技之前在3個賽季已經上陣超過100場比賽。
自2010年開始的所有國際賽事中，萨维奇已經為黑山效力36次。

## 俱乐部生涯

### 在塞尔维亚的早期生涯
2008/09赛季，萨维奇在塞尔维亚足球甲级联赛BSK博尔卡开始职业足球生涯。这个赛季他出场3次，跟随球队以联赛冠军的成绩升级到塞尔维亚足球超级联赛。2009/10赛季，萨维奇成长为球队主力。2009年12月12日，他在BSK博尔卡客场2比0击败OFK貝爾格萊德的联赛中打进职业生涯的首个联赛进球。2010年初，他曾经前往英超球队阿森纳试训10天，并同意在当年夏季加盟阿森纳，但这次转会最终却没有完成。
2010年8月29日，塞超豪门游击队宣布和萨维奇签约四年，他在新赛季将身披15号球衣出战。萨维奇在2010/11塞超联赛中出场20次，并在2011年5月6日主场4比0击败老东家BSK博尔卡的联赛中打进他在游击队的唯一一个进球。最终萨维奇和游击队一起获得塞超联赛和塞尔维亚杯双冠王。他在该赛季的冠军联赛小组赛也有四次出场记录。

### 曼城
2011年7月6日，萨维奇以600万英镑的身价转会加盟英超球队曼城，他和曼城签约4年。8月15日，萨维奇在2011/12赛季英超首轮曼城4比0击败斯旺西的比赛中替补出场，完成他在英超联赛的首演。10月1日，他在曼城作客4:0擊敗布萊克本流浪者的比賽中以替補身份入替沙米·拿斯利並打進在曼城的首個進球。
隨着正選中後衛文森特·孔帕尼從1月11到25日停賽4場，而另一主力科洛·图雷因為代表象牙海岸參加2012年非洲國家盃。萨维奇取代他成為正選球員，Although Savić showed brief flashes of form in this time, he showed many instances of nervousness resulting in frequent misplaced passes, clearances, and crucially conceded a penalty against Liverpool in a League Cup match, resulting in a Liverpool win. Via a poor first touch, he caused Jermain Defoe's goal in City's 3–2 win over Tottenham Hotspur.随着孔帕尼回到首发阵容，萨维奇回到了替补席。他在赛季结束时在联赛中共出场12次，足以获得一枚奖牌，曼城在赛季的最后一天赢得了2011-12赛季的英超联赛。

### 佛罗伦萨
2012年8月31日, 曼城在2012年夏天把萨维奇作为购买意甲俱樂部佛罗伦萨后卫纳斯塔西奇的添头交易到了意大利。他穿上15號球衣並在10月7日首次為紫百合上場，在1:0擊敗博洛尼亚的比賽中打滿全場，以及在12月主場2:2戰平桑普多利亚的比賽中梅開二度。他在該賽季的聯賽上陣26場並打進1球，幫助紫百合在意甲獲得殿軍，更獲得來季欧足联欧洲联赛參賽資格。
在2013-14赛季，萨维奇继续成为佛罗伦萨防线的中流砥柱，在联赛中出场31次，佛罗伦萨再次获得第四名。萨维奇在歐羅巴聯賽上陣4次 and two more in qualifying as Fiorentina made the last 16 of the competition, being beaten 2-1 on aggregate by rivals 尤文图斯。He also played both matches in the 義大利盃 semi-final win over 乌迪内斯 and in the 決賽，where his side lost 3–1 to Napoli.
在2014-15賽季，萨维奇在紫百合所有比賽中上陣超過100場比賽。他也是紫百合打進2014–15年歐霸盃半決賽以及奪得意甲殿軍的主力成員，在各項賽事中上陣41場。

### 馬德里競技
2015年7月20日，薩維奇加盟馬德里競技並簽下五年的合約，同時中場球員马里奥·苏亚雷斯加盟到紫百合。

## 国际比赛生涯
萨维奇曾经入选黑山U17、U19和U21等各级青年国家队。 2010年8月11日，萨维奇在黑山2比0击败北爱尔兰的国际友谊赛中首次代表成年国家队出场。2011年8月10日，他在黑山2比3不敌阿尔巴尼亚的友谊赛中梅开二度，这也是他首次为国家队进球。萨维奇在2:2戰平英格蘭的比賽中交出一個助攻，讓國家隊得以憑小組第二名參加歐錦賽的附加賽。

## 個人生活
斯特凡的父親是莫伊科瓦茨市長，在2011年4月6日當時斯特凡只有20歲的時侯他自殺身亡。隨後，與游擊隊是同城死敵的貝爾格萊德紅星足球俱樂部的Delije外牆，在斯特凡的父親去世時掛起「支持斯特凡·萨维奇」的橫額。

## 俱乐部统计
| 球會表現 | 球會表現  | 球會表現   | 聯賽 | 聯賽 | 足總盃       | 足總盃       | 聯賽盃       | 聯賽盃       | 洲際賽 | 洲際賽 | 總數 | 總數 |
| 球季     | 球會      | 聯賽       | 出場 | 入球 | 出場         | 入球         | 出場         | 入球         | 出場   | 入球   | 出場 | 入球 |
| 塞爾維亞 | 塞爾維亞  | 塞爾維亞   | 聯賽 | 聯賽 | 塞尔维亚杯   | 塞尔维亚杯   |              |              | 歐洲賽 | 歐洲賽 | 總數 | 總數 |
| -------- | --------- | ---------- | ---- | ---- | ------------ | ------------ | ------------ | ------------ | ------ | ------ | ---- | ---- |
| 2008–09  | BSK博尔卡 | 塞尔维亚甲 | 3    | 0    | 0            | 0            | –            | –            | 0      | 0      | 3    | 0    |
| 2009–10  | BSK博尔卡 | 塞尔维亚超 | 21   | 1    | 1            | 1            | –            | –            | 0      | 0      | 22   | 2    |
| 2010–11  | BSK博尔卡 | 塞尔维亚超 | 3    | 0    | 0            | 0            | –            | –            | 0      | 0      | 3    | 0    |
| 2010–11  | 游击队    | 塞尔维亚超 | 20   | 1    | 4            | 0            | –            | –            | 4      | 0      | 28   | 1    |
| 英格蘭   | 英格蘭    | 英格蘭     | 聯賽 | 聯賽 | 英格蘭足總盃 | 英格蘭足總盃 | 英格蘭聯賽盃 | 英格蘭聯賽盃 | 歐洲賽 | 歐洲賽 | 總數 | 總數 |
| 2011–12  | 曼城      | 英超       | 1    | 0    | 0            | 0            | 0            | 0            | 0      | 0      | 1    | 0    |
| 總和     | 塞爾維亞  | 塞爾維亞   | 47   | 2    | 5            | 1            | –            | –            | 4      | 0      | 56   | 3    |
| 總和     | 英格蘭    | 英格蘭     | 1    | 0    | 0            | 0            | 0            | 0            | 0      | 0      | 1    | 0    |
| 總和     | 總和      | 總和       | 48   | 2    | 5            | 1            | 0            | 0            | 4      | 0      | 57   | 3    |

## 荣誉
- BSK博尔卡
  - 塞尔维亚足球甲级联赛：2008–09

- 游击队
  - 塞尔维亚足球超级联赛：2010–11
  - 塞尔维亚杯：2010–11

 曼城
- 英格蘭超級足球聯賽：2011–12
  - 英格蘭社區盾：2012

 馬德里體育會
- 西班牙足球甲级联赛冠軍：2020–21[18]
  - 歐霸盃：2017-18冠軍
  - 歐洲超級盃: 2018冠軍
  - 歐洲聯賽冠軍盃: 2015–16亞軍